# Жубрино
Жубрино (мкд. Жубрино) је насеље у Северној Македонији, у западном делу државе. Жубрино припада општини Кичево.
Поред села Жубрино налази се ТЕ Осломеј.

## Географија
Насеље Жубрино је смештено у западном делу Северне Македоније. Од најближег већег града, Кичева, насеље је удаљено 12 km северно.
Рељеф: Жубрино се налази у горњем делу историјске области Кичевија. Село је положено у средишњем делу Кичевског поља, у долини реке Темнице, а источно се издиже планина Человица. Надморска висина насеља је приближно 670 метара.
Клима у насељу је умерено континентална. 

## Становништво
По попису становништва из 2002. године, Жубрино је имало 544 становника.
Претежно становништво у насељу су Албанци (100%).
Већинска вероисповест у насељу је ислам.